# Roberto Rojas González
Roberto Rojas González, (Madrid, 17 de noviembre de 1974) es un exfutbolista español que actuaba en la posición de defensa. Actualmente es el entrenador del equipo de la cantera del Real Madrid, el 'Infantil A'.

## Clubes
| Club           | País              | Año       | Partidos | Goles |
| -------------- | ----------------- | --------- | -------- | ----- |
| Real Madrid C  | Bandera de España | 1994-1995 | 31       | 3     |
| Real Madrid B  | Bandera de España | 1995-1998 | 34       | 0     |
| Real Madrid    | Bandera de España | 1998-1999 | 5        | 0     |
| Málaga CF      | Bandera de España | 1999-2004 | 94       | 0     |
| Rayo Vallecano | Bandera de España | 2004-2005 | 22       | 0     |
| AD Alcorcón    | Bandera de España | 2005-2006 | 24       | 0     |
| AD Parla       | Bandera de España | 2006-2007 | -        | -     |

### Copas internacionales
| Título                    | Club           | País         | Año  |
| ------------------------- | -------------- | ------------ | ---- |
| Copa Intertoto de la UEFA | Málaga C.F.    | España       | 2002 |
| Liga de Campeones         | Real Madrid CF | Países Bajos | 1998 |
| Copa intercontinental     | Real Madrid    | Japón        | 1998 |

Temporada 2011-2012: primer entrenador Real Madrid CF Infantil "A".